# Lil Baby
Dominique Armani Jones (Atlanta, 3 de dezembro de 1994), mais conhecido por seu nome artístico Lil Baby, é um rapper, cantor, compositor e produtor musical norte-americano. Lil Baby ganhou vários prêmios por seu excelente trabalho, como em 2021 ele ganhou iHeartRadio Music Award, Grammy Award, BET Award, MTV Music Award e Apple Music Award. Em 2020, Lil Baby entrou para o hall de celebridade do gênero Trap lançando o seu álbum "My Turn" e sendo aclamado pela critica.